# Alexandra Manly
Alexandra Manly, née le 28 février 1996 à Kalgoorlie, est une coureuse cycliste australienne. Elle est notamment championne du monde de poursuite par équipes et de course aux points en 2019.

## Biographie
Elle fait partie d'une famille de six enfants. Elle pratique le basketball et le cross-crountry dans sa jeunesse. Elle commence le cyclisme en 2010, quand elle est détectée par le programme de recherche de talents de l'Australian Institute of sport (AIS). Elle habite à Nairne. En 2014, elle déclare rêver de participer aux Jeux olympiques.

## Carrière

### 2022
Au Tour de Thuringe, Alexandra Manly s'impose au sprint sur la première étape,. Dans la troisième étape qui arrive en haut de l'Hanka-Berg, Alexandra Manly confirme sa bonne forme en s'imposant. Elle gagne de nouveau le lendemain, avant d'être deuxième de la cinquième étape puis de nouveau vainqueur de la dernière étape. Alexandra Manly remporte logiquement le classement général et le classement par points. 
Au Women's Tour, sur la troisième étape, Alexandra Manly tente de surprendre Lorena Wiebes, mais celle-ci se montre la plus forte. Manly est deuxième. Sur la quatrième étape, Faulkner fait de nouveau partie des favorites qui attaquent dans la côte d'Hirnant Bank. Manly revient ensuite sur la tête. Elles ne font néanmoins pas partie du trio qui part dans les derniers kilomètres. Manly est sixième. Dans la montée vers la Black Mountain, elle reste avec les meilleures et se classe cinquième. Au classement général final, Alexandra Manly est quatrième.

## Palmarès sur route

### Palmarès par années
- 2013
  -  Championne d'Australie du contre-la-montre juniors
  - 2e du championnat d'Océanie sur route juniors
  - 2e du championnat d'Océanie du contre-la-montre juniors
  - 3e du championnat du monde du contre-la-montre juniors
  - 3e du championnat d'Australie sur route juniors
  - 8e du championnat du monde sur route juniors
- 2014
  -  Championne d'Océanie du contre-la-montre juniors
  - 2e du championnat d'Australie sur route juniors
  - 3e du championnat d'Australie du contre-la-montre juniors
  - 4e du championnat du monde du contre-la-montre juniors
  - 4e du championnat d'Océanie sur route juniors
- 2015
  - 2e du championnat d'Océanie sur route espoirs
  - 2e du championnat d'Océanie du contre-la-montre espoirs
- 2018
  -  Championne d'Australie sur route espoirs
  -  Championne d'Australie du contre-la-montre espoirs
- 2022
  - Tour de Thuringe : 
    - Classement général
    - 1re, 3e, 4e et 6e étapes

  - 4e étape du Tour de Scandinavie
  -  Médaillée de bronze du championnat du monde du contre-la-montre par équipes en relais mixte
  - 3e du Tour de Scandinavie
  - 4e du Women's Tour
- 2023
  - 2e étape du Women's Tour Down Under
  - 2e du championnat d'Australie du critérium
- 2024
  - 3e du championnat d'Australie du critérium
  - 3e du championnat d'Australie sur route
  - 3e de la Flèche brabançonne

### Résultats sur les grands tours

#### Tour d'Italie
2 participations
- 2017 : 97e
- 2025 : 92e

#### Tour de France
2 participations :
- 2022 : 41e
- 2023 : 75e

### Classements mondiaux
| Année                                 | 2015 | 2016 | 2017 | 2018 | 2019 | 2020 | 2021 | 2022 | 2023 | 2024 |
| ------------------------------------- | ---- | ---- | ---- | ---- | ---- | ---- | ---- | ---- | ---- | ---- |
| Classement UCI                        | 433e | nc   | 217e | 187e | 629e | nc   | nc   | 23e  | 176e | 133e |
| UCI World Tour                        |      | nc   | 97e  | 107e | 184e | nc   | nc   | 22e  | 89e  | 141e |
|                                       |      |      |      |      |      |      |      |      |      |      |
| Légende : nc = non classéSource : UCI |      |      |      |      |      |      |      |      |      |      |

## Palmarès sur piste

### Jeux olympiques
- Paris 2024
  - 7e de la poursuite par équipes
  - 9e de la course à l'américaine

### Championnats du monde
| Édition / Épreuve    | Poursuite individuelle | Poursuite par équipes | Course à l'américaine | Course aux points |
| Séoul 2014 (juniors) | Or                     | Or                    |                       |                   |
| Hong Kong 2017       |                        | Argent                | Bronze                |                   |
| Pruszków 2019        |                        | Or                    |                       | Or                |
| Glasgow 2023         |                        |                       | Argent                |                   |

### Coupe du monde
- 2014-2015
  - 1re de la poursuite par équipes à Cali (avec Lauren Perry, Macey Stewart et Elissa Wundersitz)
- 2016-2017
  - 1re de la poursuite par équipes à Cali (avec Amy Cure, Ashlee Ankudinoff et Rebecca Wiasak)
  - 1re de l'américaine à Los Angeles (avec Amy Cure)
- 2018-2019
  - 3e de l'omnium à Hong Kong
- 2019-2020
  - 1re de l'américaine à Cambridge (avec Georgia Baker)
  - 1re de la poursuite par équipes à Brisbane (avec Georgia Baker, Annette Edmondson, Maeve Plouffe et Ashlee Ankudinoff)
  - 2e de la poursuite par équipes à Cambridge

### Coupe des nations
- 2022
  - 2e de l'américaine à Milton
  - 3e de l'omnium à Milton
- 2024
  - 2e de l'américaine à Adélaïde
  - 3e de la poursuite par équipes à Adélaïde

### Jeux du Commonwealth
| Édition / Épreuve | Poursuite par équipes                   |
| Gold Coast 2018   | Or (avec Edmondson, Ankudinoff et Cure) |

### Championnats d'Océanie
| Édition / Épreuve | Poursuite par équipes                                      | Américaine         |
| Melbourne 2016    | Or (avec Amy Cure, Annette Edmondson et Ashlee Ankudinoff) |                    |
| Invercargill 2019 |                                                            | Or (avec Amy Cure) |

### Championnats d'Australie
- 2015
  - 2e de la poursuite par équipes (avec Annette Edmondson, Danielle McKinnirey et Chloe Moran)
  - 3e en course aux points
- 2016
  -  Championne d'Australie de course à l'américaine (avec Danielle McKinnirey)
- 2017
  -  Championne d'Australie de poursuite par équipes
- 2018
  -  Championne d'Australie de poursuite par équipes
- 2021
  -  Championne d'Australie de course à l'américaine (avec Ashlee Ankudinoff)
- 2022
  -  Championne d'Australie de course à l'américaine (avec Georgia Baker)